# 弘前市立青柳小学校
弘前市立青柳小学校（ひろさきしりつあおやぎしょうがっこう）は、青森県弘前市悪戸字村元にある公立小学校。

## 沿革
- 1876年（明治9年）8月23日 - 陸奥国津軽郡下湯口52番地に、青柳小学創立。
- 1880年（明治13年）4月15日 - 中津軽郡悪戸村字青柳1番地に校舎新築。
- 1882年（明治15年）1月 - 改正教育令により、青柳小学校と改称。
- 1884年（明治17年）5月19日 - 県令により、学区・学校聯合区が改正され、本校は、第一学聯区悪戸学区（下湯口・悪戸・常盤坂）の小学校とし、中等・初等の等科を置く。
- 1887年（明治20年）4月1日 - 青柳簡易小学校と改称。
- 1892年（明治25年）4月1日 - 青柳尋常小学校と改称。校舎が、中津軽郡清水村大字悪戸字青柳9番6号に移転新築。
- 1896年（明治29年）8月14日 - 青森県から、校舎新築の許可を得る。
- 1899年（明治32年）
  - 2月20日 - 悪戸字村元7番2号（現在地）で、新校舎起工。
  - 5月29日 - 校舎新築落成式挙行。
- 1909年（明治42年）4月 - 階下に1教室、便所階上に1教室をそれぞれ増築。
- 1913年（大正2年） - 屋内体操場に、三間半に五間の教室を設置。
- 1919年（大正8年）4月1日 - 大字富田字上原・寺沢などを学区に編入。
- 1921年（大正10年） - 校地拡張。
- 1923年（大正12年）1月20日 - 新校舎建設工事開始。
- 1924年（大正13年）
  - 7月20日 - 新校舎建設工事竣工。
  - 8月1日 - 新校舎へ移転。
  - 10月25日 - 新校舎落成式挙行。
- 1935年（昭和9年）7月 - 校地拡張。
- 1936年（昭和10年）
  - 5月 - 屋内体操場・集会室などの増改築工事起工。
  - 10月23日 - 増改築工事竣工。
- 1941年（昭和16年）4月1日 - 国民学校令により、青柳国民学校と改称。
- 1947年（昭和22年）4月1日 - 学制改革（六・三制）により、清水村立青柳小学校と改称。
- 1950年（昭和25年）
  - 7月5日 - 校舎増築の飯場建設が始まり、工事が本格的に開始。
  - 7月21日 - 建設工事起工。
  - 8月8日 - 増築校舎の柱建にとりかかる。
  - 12月23日 - 増築校舎落成式挙行。
- 1952年（昭和27年）9月27日 - 物置小屋修築。
- 1953年（昭和28年）8月 - 校歌制定。
- 1954年（昭和29年）6月25日 - 電話開通。
- 1955年（昭和30年） - 清水村が弘前市に合併されたため、弘前市立青柳小学校と改称。
- 1956年（昭和31年）
  - 8月 - 創立80周年記念式典挙行。
  - 11月 - 中庭に遊動円木と雲梯をそれぞれ1基設置。
- 1957年（昭和32年）5月2日 - 国旗掲揚台建設される。
- 1961年（昭和36年）4月1日 - 常盤坂・上原・寺沢学区を朝陽小学校の学区に編入。
- 1964年（昭和39年）4月1日 - 特殊学級設置。
- 1966年（昭和41年）
  - 5月9日 - 創立90周年記念運動会開催（当初は前日の8日に開催予定だったが、雨天の為に順延）。
  - 8月17日 - 新国旗掲揚塔完成。同時に旧塔は撤去。
  - 8月19日 - この日から、21日にかけて、中庭遊具の移転作業実施。
  - 8月23日 - 創立90周年記念至急祝賀会開催。国旗・校旗・校歌額・国旗掲揚塔・野球バックネットの記念品を受ける。校旗制定。
- 1968年（昭和43年）12月2日 - 完全給食開始。
- 1969年（昭和44年）5月28日 - 水道工事完成により、簡易水道から上水道に切り替え。
- 1971年（昭和46年）4月7日 - 校門前置き横断歩道並びに安全標識設置。
- 1972年（昭和47年）7月12日 - 相馬村立五所小学校プールを利用して、水泳教室実施（4学年から6学年のみ）。1975年（昭和50年）7月まで実施。
- 1973年（昭和48年）10月22日 - 音楽室にステレオ装置一機入荷。
- 1975年（昭和50年）
  - 7月14日 - 第一児童プールの建設開始。
  - 11月28日 - 第一児童プール完工。
- 1976年（昭和51年）6月24日 - 児童プール開き実施。
- 1977年（昭和52年）
  - 8月12日 - PTA奉仕作業により、校庭・中庭に記念遊具完成。
  - 8月25日 - この日と26日の両日、記念式典前夜祭に子どもねぷた運行。
  - 8月29日 - 創立100周年記念式典と記念碑除幕式及び祝賀会挙行。カラーテレビなど各種記念品が寄贈された。
- 1980年（昭和55年） - 新校舎完成。
- 2011年（平成23年） - 耐震補強実施[1]。
- 2019年（令和元年） - この年と翌年、大改空調[1]。
- 2020年（令和2年） - トイレ大規模改造[1]。
- 2023年（令和5年） - 屋根改修[1]。

## 学区
茜町3丁目の一部、悪戸、下湯口

## 周辺
- 社会福祉法人弘前草右会青柳保育園 - 進学前保育園

## 交通
- 弘南バス 「悪戸」停留所下車。
  - 弘前 - 相馬線
  - 川原平・相馬・兼平 - 聖愛高校線（平日朝の高校登校日の高校行のみの片運行）